# Les Ménechmes
Pour l’article homonyme, voir Ménechme.
Les Ménechmes (en latin Menaechmi) est une comédie écrite par Plaute.  
Elle raconte l'histoire de deux frères jumeaux : Ménechme et Sosiclès. Alors qu'ils étaient enfants, Ménechme a été enlevé. En son souvenir, on a alors appelé l'autre jumeau du même nom. Ce deuxième jumeau, Ménechme-Sosiclès, une fois adulte, part à la recherche de son frère. Il le retrouve à Épidamme, après de nombreux quiproquos dus à leur ressemblance et à leur nom identique.

## Argument
Ménechme-Sosiclès et son esclave Messénion arrivent par mer au large d’Epidamme (acte II, scène 1). On apprend que Ménechme-Sosiclès cherche son frère depuis six ans, ce dont se lamente Messénion. Le premier quiproquo survient lorsque Cylindre, domestique d’Erotie, la maîtresse de Ménechme, prend Ménechme-Sosiclès, tout juste débarqué, pour l’amant de sa maîtresse (scène 2). Cylindre, qui fait les courses pour un dîner, s’attend à voir Péniculus, le parasite de Ménechme, quand Ménechme-Sosiclès dit n’avoir qu’un esclave. 
Erotie, la maîtresse de Ménechme, prend à son tour Ménechme-Sosiclès pour son amant (acte II, scène 3). Ménechme-Sosiclès, qui pense qu'Erotie est folle, décide d'en profiter et s'empare, sous prétexte de la faire broder, d'une mante que le véritable Ménechme avait offerte à sa maîtresse après l'avoir dérobée à son épouse légitime. La situation se complique encore lorsque Péniculus adresse des reproches à Ménechme-Sosiclès en croyant s'adresser au vrai Ménechme (acte III, scène 2). 
Pour se venger, Péniculus dévoile l’adultère de Ménechme à sa femme (acte IV, scène 1), ce qui cause une scène de ménage entre les deux époux à la scène suivante, après laquelle Ménechme est exclu du domicile conjugal ; ce dernier veut désormais se venger de son parasite. Ménechme se rend chez Erotie, afin de lui reprendre la mante et obtenir le droit de rentrer chez lui, car c’est la mante donnée à sa maîtresse qui avait déclenché la colère de sa femme. Erotie soutient la lui avoir déjà donnée (elle l’a effectivement donnée, mais à Ménechme-Sosiclès), se fâche et met à son tour Ménechme à la porte (scène 3). 
L’acte V voit l’intervention du beau-père de Ménechme, vieillard plutôt bienveillant à son égard, mais dont la douceur naturelle s’efface lorsque celui qu’il croit être son beau-fils, et qui est en réalité Ménechme-Sosiclès, ne le reconnaît pas. Le vieillard fait même appel à un médecin (scène 5), mais les jumeaux ont été à nouveau intervertis et c’est le vrai Ménechme qui passe pour fou. Messénion, à la scène 9 de l’acte, vient en aide à Ménechme qu'il a pris pour Ménechme-Sosiclès. Il en profite pour se faire affranchir alors que Ménechme n'est pas son vrai maître. Les deux frères se retrouvent et, dans la liesse générale, Messénion est affranchi pour de bon, par Ménechme-Sosiclès cette fois.

## Postérité
Cette comédie fut la source majeure de Shakespeare pour sa Comédie des erreurs.